# آماندا بیرد
آماندا بیرد (به انگلیسی: Amanda Beard) (زادهٔ ۲۹ اکتبر ۱۹۸۱) شناگر اهل ایالات متحده آمریکا است.